# Chautagne
La Chautagne est une petite région naturelle française d'environ 59 km2 (soit 5 900 hectares), située dans la pointe nord-ouest du département de la Savoie en région Auvergne-Rhône-Alpes.
Cette ancienne cuvette d'origine glaciaire puis lacustre a  peu à peu été comblée par les sédiments du Rhône et des alluvions amenées des montagnes. Elle était autrefois occupée par un vaste marais sur fond de tourbe, de sable et de cailloutis.

## Géographie

### Situation
La Chautagne est limitée par le Fier au nord, le Rhône, le Vieux Rhône et le Grand Colombier à l'ouest ; le lac du Bourget au sud ; et à l'est par un chaînon jurassien (le Gros Foug).
Elle s'étend sur une ancienne cuvette glaciaire, qui s'est comblée pour former une plaine alluviale globalement orientée nord-sud et parallèle au tracé du Rhône.
L'occupation du sol y a été radicalement changée par l’État, avec — à partir du printemps 1936 — la plantation à grande échelle de peupliers après drainage des anciens marais, les peupliers visant aussi à renforcer les effets desséchants de ce drainage.
Ce territoire est très allongé (7 861 hectares s'étendant sur plus de 30 km du nord au sud sans jamais dépasser quelques kilomètres d'est en ouest).
La moitié ouest de ce « ruban » constitue encore, malgré le drainage une vaste plaine humide à marécageuse couvrant environ 1 770 hectares.
La périphérie de cette zone et sa partie Est sont consacrées aux cultures, principalement sur le bas des pentes de la chaîne du mont Clergeon et du Gros Foug. Plus haut des bois de taillis et quelques pâtures maigres occupent la montagne au-dessus du coteau où se situe aussi le vignoble de Chautagne (AOC vin de Savoie).

### Communes
La Chautagne est historiquement composée de 5 communes, Ruffieux, Chindrieux, Motz, Serrières, Vions et Chanaz, auxquelles sont ajoutées Conjux, et Saint-Pierre-de-Curtille :
Elle est administrativement organisée autour de l'ancien canton de Ruffieux, puis momentanément au sein de la communauté de communes de Chautagne (2000-2016).
| Nom                      | Code Insee | Intercommunalité | Superficie (km2) | Population (dernière pop. légale) | Densité (hab./km2) |
| ------------------------ | ---------- | ---------------- | ---------------- | --------------------------------- | ------------------ |
| Ruffieux (siège)         | 73218      | CA Grand Lac     | 13,21            | 855 (2014)                        | 65                 |
| Chanaz                   | 73073      | CA Grand Lac     | 6,75             | 503 (2014)                        | 75                 |
| Chindrieux               | 73085      | CA Grand Lac     | 16,42            | 1 331 (2014)                      | 81                 |
| Conjux                   | 73091      | CA Grand Lac     | 1,70             | 197 (2014)                        | 116                |
| Motz                     | 73180      | CA Grand Lac     | 9,04             | 430 (2014)                        | 48                 |
| Saint-Pierre-de-Curtille | 73273      | CA Grand Lac     | 9,75             | 479 (2014)                        | 49                 |
| Serrières-en-Chautagne   | 73286      | CA Grand Lac     | 16,04            | 1 198 (2014)                      | 75                 |
| Vions                    | 73327      | CA Grand Lac     | 5,70             | 418 (2014)                        | 73                 |

## Toponymie
Le nom est mentionné anciennement sous les formes Chostagnia, Chotaigny, Chautagna ou encore Chautania au XIIIe siècle, puis Chautagnia, apud Choutaniam ou encore Dominus Choutanie au siècle suivant, Oppidum Chotagne au XVe siècle,. Le chanoine Adolphe Gros rappelle que le nom « Chautagne » a d'abord été le nom d'un château avant de passer à cette région, citant les travaux de Jules Masse, auteur d'une Histoire de l'ancienne Chautagne (1911). Ce château pourrait alors être celui de Serrières-en-Chautagne, autrefois situé sur la route venant de Rumilly par la montagne,.
Le toponyme pourrait dériver de l'ancien français chastaigne, provenant du latin castanea, castanetum, désignant « châtaigne, châtaignier »,.
Selon Marteaux, le mot Chautagne pourrait au contraire venir de Caustus qui aurait dérivé en Caustanea, Chostagne, Choutagne (1287) et Chotagne, et signifierait « pays chaud, brûlé », peut être en référence du microclimat particulier propre à cette région réputée ne jamais geler.

## Histoire
Cette ancienne zone humide de forêt alluviale et de marais tourbeux a autrefois été drainée pour y permettre l'élevage et la production de foin.
Les premiers grands travaux de maîtrise et d'artificialisation du Rhône n'ont véritablement commencé qu'au XVIIIe siècle, avec la construction de la digue de Chautagne sur le Haut-Rhône pour contraindre le fleuve à ne plus s'épancher dans son lit majeur, et pour empêcher sa mobilité latérale et permettre le drainage de la basse vallée à fins de mise en culture de nouvelles terres.
Au XIXe siècle pour le rendre navigable, en maitriser les inondations et les flux apportés des hautes vallées par leur drainage de plus en plus important, alors justifiés par les progrès de l'agriculture et de l'hygiène (il n'y avait généralement pas d'égouts et chaque cuvette marécageuse recueillait les eaux usées des habitats de l'amont), le bassin du Rhône a connu une accélération des démarches d'aménagement et d'artificialisation des berges, et d'endiguement des cours d'eau. 
En 1840 d'importantes inondations surviennent malgré les digues. Les Ponts et Chaussées décident alors de créer le Service Spécial du Rhône ; ce dernier avait comme mission principale de protéger les habitations et les terres agricoles gagnées sur les zones d'expansion de crues. Mais ce nouveau service administratif devait aussi rendre le Rhône navigable (alors que le chemin de fer commençait à concurrencer le transport par voie d'eau. Des digues ont alors été construites sur une grande partie du cours, ce qui a fortement altéré le lit majeur (surcreusement, forte accélération du courant et envasement des bras secondaires.
Au début du XXe siècle, la population chautagnarde diminue. Elle est pauvre et elle ne tire qu'un faible revenu du marais où selon J. Messines du Sourbier on n'exploite plus qu'un foin de mauvaise qualité dit blache « surtout utilisée comme litière ». Jusque dans les années 1930, la forêt communale n'est plus qu'un taillis relativement pauvre ; une forêt très dégradée qui ne rapporte que peu.
Le service des « Eaux et forêts » est à cette époque doté par l'État français de crédits importants pour développer la forêt. Ils seront utilisés pour exproprier, acheter puis drainer l'ancien marais tourbeux de Chautagne. En 1936, pour redonner un intérêt sylvicole, l’État entreprend avec les « Eaux et forêts » la création de vastes plantations de peupliers (essence qui était réputée prospérer dans les zones très humides et les "assainir" et assécher par leur intense évapotranspiration du printemps à la fin d'été. Pour faciliter la pousse de ces peupliers, 760 hectares de l'ancien marais tourbeux de Chautagne sont alors fortement drainés entre les deux guerres (années 1930) pour y établir la peupleraie. Cette dernière est aujourd’hui dite forêt de Chautagne et considérée comme la plus grande peupleraie domaniale d’Europe (environ 740 ha, d'un seul tenant si l'on considère qu'il s'agit d'un massif homogène en dépit du caractère très géométriquement mosaïqué de cette populiculture).
On a dans le même temps poursuivi les travaux d'endiguement du Rhône, en cherchant à limiter la croissance de la végétation rivulaire et des ripisylves pour faciliter l’accès aux berges qu'il fallait entretenir face à l'érosion. Celles-ci ont été renforcées par des enrochement, murs, par la pose de palplanches et divers aménagements de béton. Ces aménagements ont fait disparaître de nombreuses îles, méandres et chenaux et le fleuve et certains affluents étaient canalisés et régulés par des écluses.
À la fin du XXe siècle, sur 522 km de Rhône français 25 seulement étaient indemnes d’aménagements, soit 5 % du cours, au détriment de la faune piscicole, des organismes vivant sur les berges et d'espèces telles que la loutre.

## Environnement, écologie du paysage

### Paléoécologie
Cette petite région était autrefois couverte de marais et d'une forêt alluviale à aulnaies dont des reliques ont peut-être localement perduré jusqu'au Moyen Âge au moins comme en témoigne le toponyme : « Les vernes »), avec des saulaies et probablement dans les zones remaniées du peuplier noir, sur des fonds probablement périodiquement remaniés par les divagations naturelles des tresses du Rhône, lequel a déposé dans la cuvette une grande quantité de sédiments : Par exemple, dans la plaine de Chautagne (Rhône près de Génissiat), les alluvions se sont déposées sur 9 m au moins depuis l'âge des métaux. Les limons jaunes décalcifiés d'Eyguians ou de Gap qui alimentent des tuileries seraient des sols post-glaciaires glissés vers le fond de la vallée à l'âge du Bronze, principalement à cause des déboisements selon de Franck Bourdier (Directeur des Antiquités préhistoriques pour 17 départements) dont la thèse, résumant 30 ans de recherches a été publiée au début des années 1960),.
La forêt y a régressé dès le Moyen Âge voire bien plus tôt autour du lac du Bourget dont les berges pourraient avoir été occupées par l'Homme depuis environ trois millénaires au moins mais la Chautagne abrite encore une biodiversité très significative, surtout liée à la présence des reliques de zones humides et marécageuses, avec notamment plus d'une centaine d'espèces d'oiseaux, ce qui a justifié un classement en ZICO (zone importante pour la conservation des oiseaux). Le recul de l'eau s'est accompagné d'un recul des espèces les plus dépendantes des zones humides, au profit de quelques espèces intéressant les gestionnaires cynégétiques (faisan et plus encore chevreuil et sanglier qui ont prospéré dans les peupleraies et aux alentours).

### Un réservoir d'eau et de biodiversité
Le lac du Bourget d'une surface d'environ 45 km2 et d'un volume de 3,6 milliards de m3 (soit l’équivalent de la consommation d'eau de toute la France en un an) est plus grand lac naturel français, qui a ici un rôle majeur de réservoir-tampon dans le contrôle des crues et la prévention des inondations. Il est encore relativement sauvage à l'Ouest et humanisé et très construit à l'Est ; entre 3 grands espaces naturels (Parc naturel régional du massif des bauges, parc naturel régional de la Chartreuse, et le site Haut-Rhône de la Chautagne aux chutes de Virignin), au cœur d'un groupe de 61 communes abritant 170 000 habitants (près de 50 % de la population savoyarde).
Selon EauFrance, « Les vastes milieux aquatiques de ce site présentent une diversité, une intégrité et une richesse remarquables du point de vue écologique. Ne gelant jamais, ce territoire est un refuge pour l'hivernage des oiseaux et la reproduction de nombreux animaux. Plus de 20 000 oiseaux y séjournent chaque hiver, la moitié du lac étant en réserve de chasse et la surface des herbiers y est importante ». Et une biodiversité importante a trouvé refuge dans cette zone ou l'a récemment recolonisée après en avoir disparu (le Castor européen par exemple) qui croise le crapaud sonneur à ventre jaune, le héron pourpré ou le busard des roseaux ainsi qu'avec la Blennie fluviatile et des Corégones (localement nommé lavaret) dans le lac.
La Chautagne abrite et protège par ailleurs une nappe phréatique dite « Aquifère de Chautagne » qui constitue la première réserve d'eau potable de la région Rhône-Alpes.

## Classement et protection
La grande tourbière de Chautagne s'intègre dans une zone humide de dite Lac du Bourget, Marais de Chautagne pour l'Inventaire national du patrimoine naturel. Depuis le 2 février 2003, ce vaste complexe de zones humides est protégé par la Convention de Ramsar sous le numéro 1 268, au cœur d'un paysage en pleine évolution depuis plusieurs siècles. Le 22 mars 2024 le marais de Lavours et les Îles de la Malourdie (plus de 1 300 ha) ont été intégrés au site Ramsar.
À la fin des années 1990, le lac et tout son bassin versant ont fait l'objet d'une démarche (encore en cours) de bilan et réflexion pour un développement durable dans le cadre du « projet Grand Lac 1999-2015 » pour tenter de contrecarrer l'abaissement général de la nappe phréatique et les effets de la régulation du niveau du lac, de l'intensification de l'agriculture et de la pression touristique avec des programmes de restauration et de conservation visant les milieux aquatiques et marécageux, des classements en zone naturelle des marais (zone inconstructible, ni remblayable, ni drainable), conversion de peupleraies en zones plus naturelles de marais ou de forêts naturelles alluviales. Plus de 80 actions classées en 5 axes (eau, paysage, patrimoine & culture, économie et déplacements) doivent être mis en œuvre, sous l'égide d'un  « GIP Le Grand lac » qui associe l’État, la Région Rhône-Alpes, le Conseil général de la Savoie et les communes du bassin versant, avec les moyens d'un « contrat de bassin versant » qui devrait apporter 122 millions d’euros sur 7 ans au « défi écologique » que veut relever le GIS.

## Démographie
Depuis 1975, la population de ce territoire est en hausse régulière.

## Activités économiques
La Chautagne vit principalement et depuis plusieurs siècles d'une agriculture herbagère (prés de fauche), de la sylviculture et depuis les années 1930 de la populiculture. La pêche professionnelle, et le tourisme (tourisme vert et naturaliste, visite d'anciennes carrière de tuf, du châtaignier de Serrières, de cascade pétrifiante, "sentier botanique" et arbres remarquables, Sentier des mulets, tourisme fluvial et halieutique...) sont d'autres sources de revenus pour les habitants de cette petite région qui accueille des randonneurs, promeneurs et amateurs de gastronomie locale.